# 乙酸亚铑
乙酸亚铑是一种无机化合物，化学式Rh2(CH3COO)4。它是宝石绿色的粉末。它是有机合成中重要的催化剂。

## 结构和性质

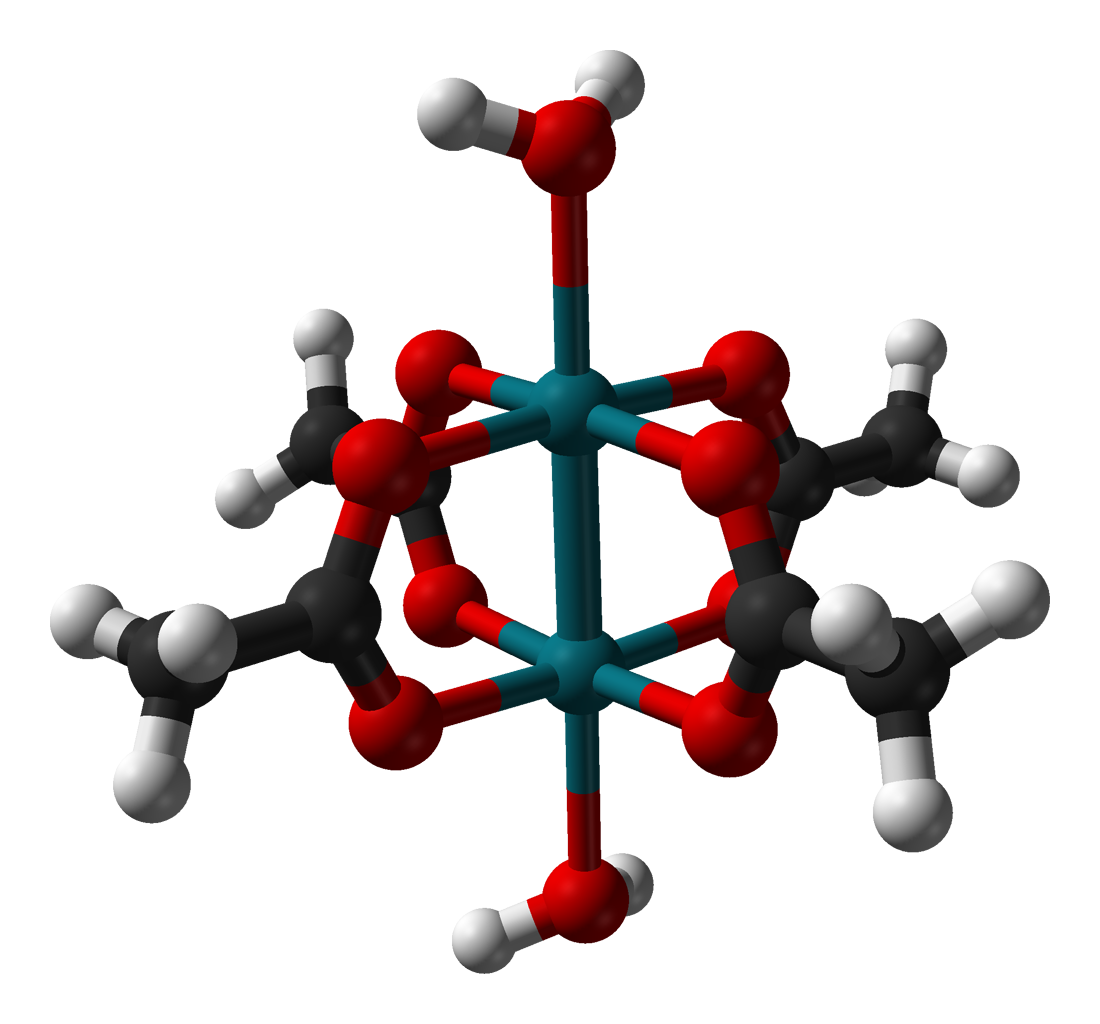
水合乙酸亚铑的双核结构

乙酸亚铑的结构中含有两个铑原子，每个都有八面体分子几何构型，由四个来自醋酸根的氧原子、水配体和一个Rh-Rh键（长度2.39 Å）构成。乙酸铜和乙酸亚铬有其相似的结构。

## 化学性质
乙酸亚铑二聚体，相比于乙酸铜而言，是一个在differentiating ribonucleosides和deoxynucleosides方面的更具反应性且更有用的化合物，因为它在水中可溶，而乙酸铜在水中相对溶解度小。

### 一些重要的催化反应
1. 环丙烷化反应
2. 芳香环加成
3. C-H 插入
4. 醇的氧化
5. X-H 插入 (X = N/S/O)